# Gare de Neuvic (Dordogne)
La gare de Neuvic (Dordogne) est une gare ferroviaire française de la ligne de Coutras à Tulle, située sur le territoire de la commune de Neuvic, au lieu-dit Neuvic Gare, dans le département de la Dordogne en région Nouvelle-Aquitaine.
Elle est mise en service en 1857 par la Compagnie du chemin de fer de Paris à Orléans (PO). C'est une halte ferroviaire de la Société nationale des chemins de fer français (SNCF), desservie par des trains TER Nouvelle-Aquitaine.

## Situation ferroviaire
Établie à 60 m d'altitude, la gare de Neuvic est située au point kilométrique (PK) 50,646 de la ligne de Coutras à Tulle, entre les gares de Douzillac et de Saint-Léon-sur-l'Isle.
Cette halte dépend de la région ferroviaire de Bordeaux. Elle est équipée de deux quais : le quai X dispose d'une longueur utile de 150 m pour la voie 1 et le quai Y d'une longueur utile de 142 m pour la voie 2.

## Histoire
Les travaux du chemin de fer de Coutras à Périgueux et de la station de Neuvic, l'une des huit stations intermédiaires, sont effectués par la Compagnie du chemin de fer Grand-Central de France de 1855 à 1856. Après la faillite de la compagnie du Grand-Central, la fin des travaux et la mise en service, le 20 juillet 1857, de la ligne et de la station de Neuvic sont effectués par la Compagnie du chemin de fer de Paris à Orléans.
La recette annuelle de la gare de Neuvic est de 76 661 francs en 1881 et de 65 346 francs en 1882.
En 2022, selon les estimations de la SNCF, la fréquentation annuelle de la gare était de 47 633 voyageurs contre 33 360 voyageurs en 2019.

### Attaque du train de la Banque de France
Le 26 juillet 1944, une centaine de résistants entourent un train en provenance de Périgueux et à destination de Bordeaux qui s'arrête en gare : 150 sacs de billets de la Banque de France y sont dérobés pour un butin de 2 280 000 000 francs, transféré ensuite au maquis de Durestal, en forêt de Cendrieux. Selon Jean-Paul Bedoin, président départemental de la Mémoire de la Résistance et de la Déportation : « Cet argent a été essentiel pour ravitailler les maquisards et leurs familles, et pour finir la guerre ».

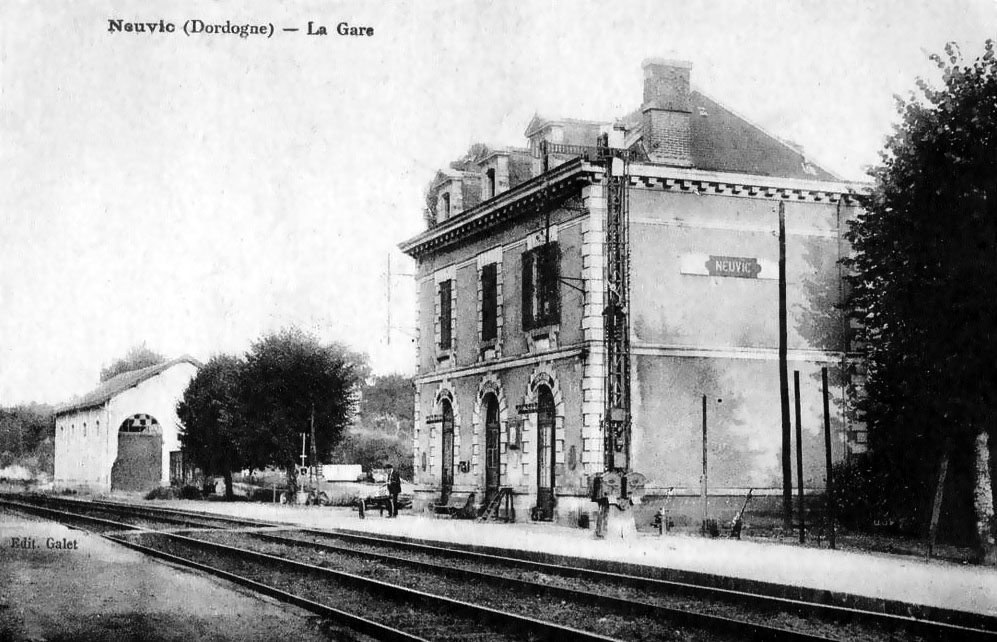
La gare de Neuvic vers 1900.

## Fréquentation
La fréquentation de la gare est détaillée dans le tableau ci-dessous :
|           | 2015   | 2016   | 2017   | 2018   | 2019   | 2020   | 2021   | 2022   | 2023   |
| --------- | ------ | ------ | ------ | ------ | ------ | ------ | ------ | ------ | ------ |
| Voyageurs | 35 120 | 34 594 | 34 788 | 28 205 | 33 360 | 31 255 | 33 588 | 47 633 | 52 732 |

## Service des voyageurs

### Accueil
Halte SNCF, c'est un point d'arrêt non géré (PANG) à entrée libre.

### Desserte
Neuvic est desservie  par des trains TER Nouvelle-Aquitaine qui effectuent des missions entre les gares de Coutras, ou de Mussidan, et de Périgueux.
À partir du 2 juillet 2022, la gare sera desservie par la navette ferroviaire de Périgueux.

### Intermodalité
Le stationnement des véhicules est possible à proximité de l'ancien bâtiment voyageurs.

## Patrimoine ferroviaire
L'ancien bâtiment voyageurs, désormais propriété d'un particulier, avait initialement vocation à être transformé en logements étudiants. Toutefois, ce projet n’a jamais abouti. Vingt-cinq ans plus tard, il a été mis en vente sur Leboncoin au prix de 180 000 euros. Le hall de la gare ainsi que le guichet ont été conservés dans leur état d'origine.

## Galerie

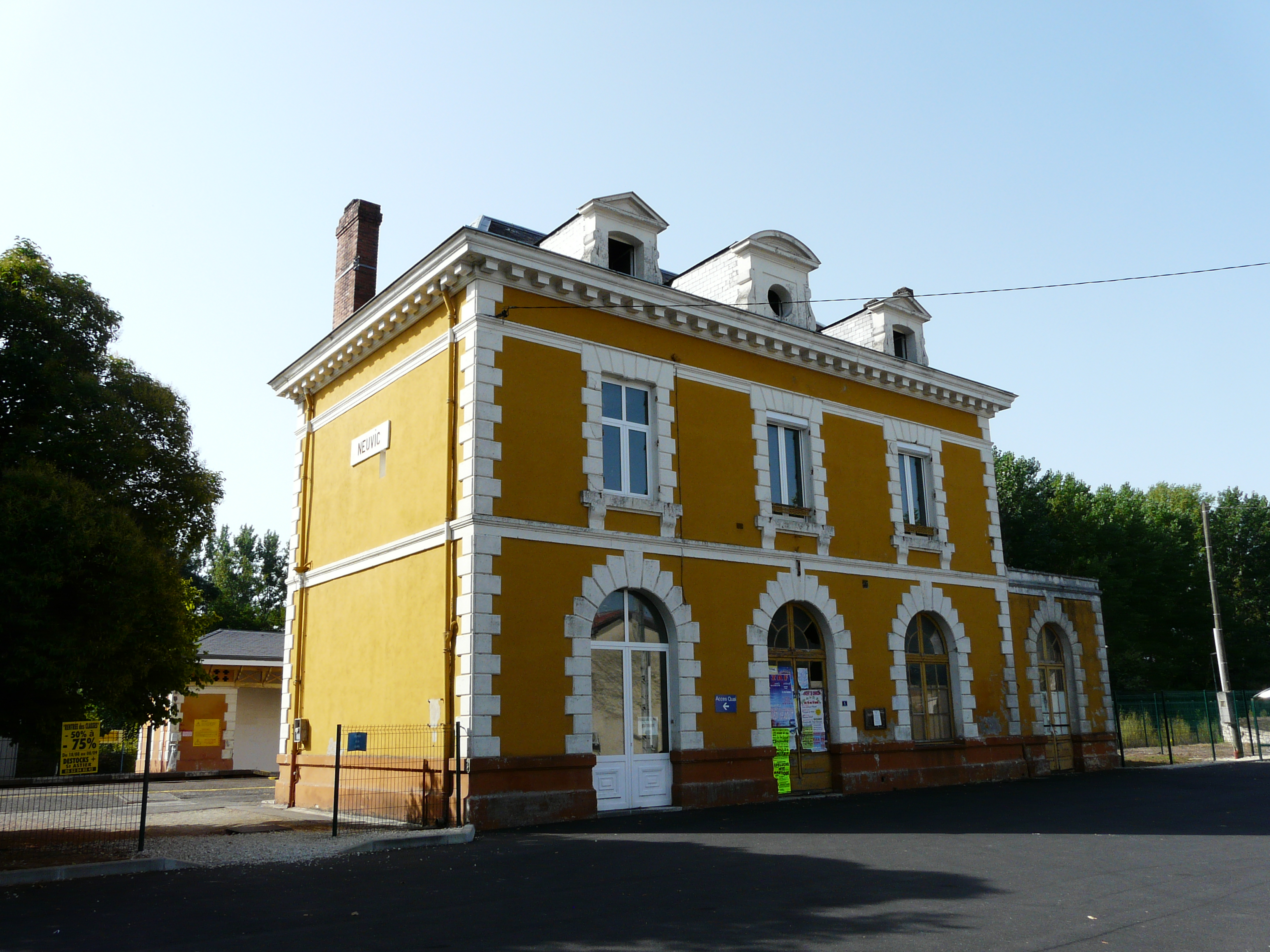
L'ancien bâtiment de la gare.
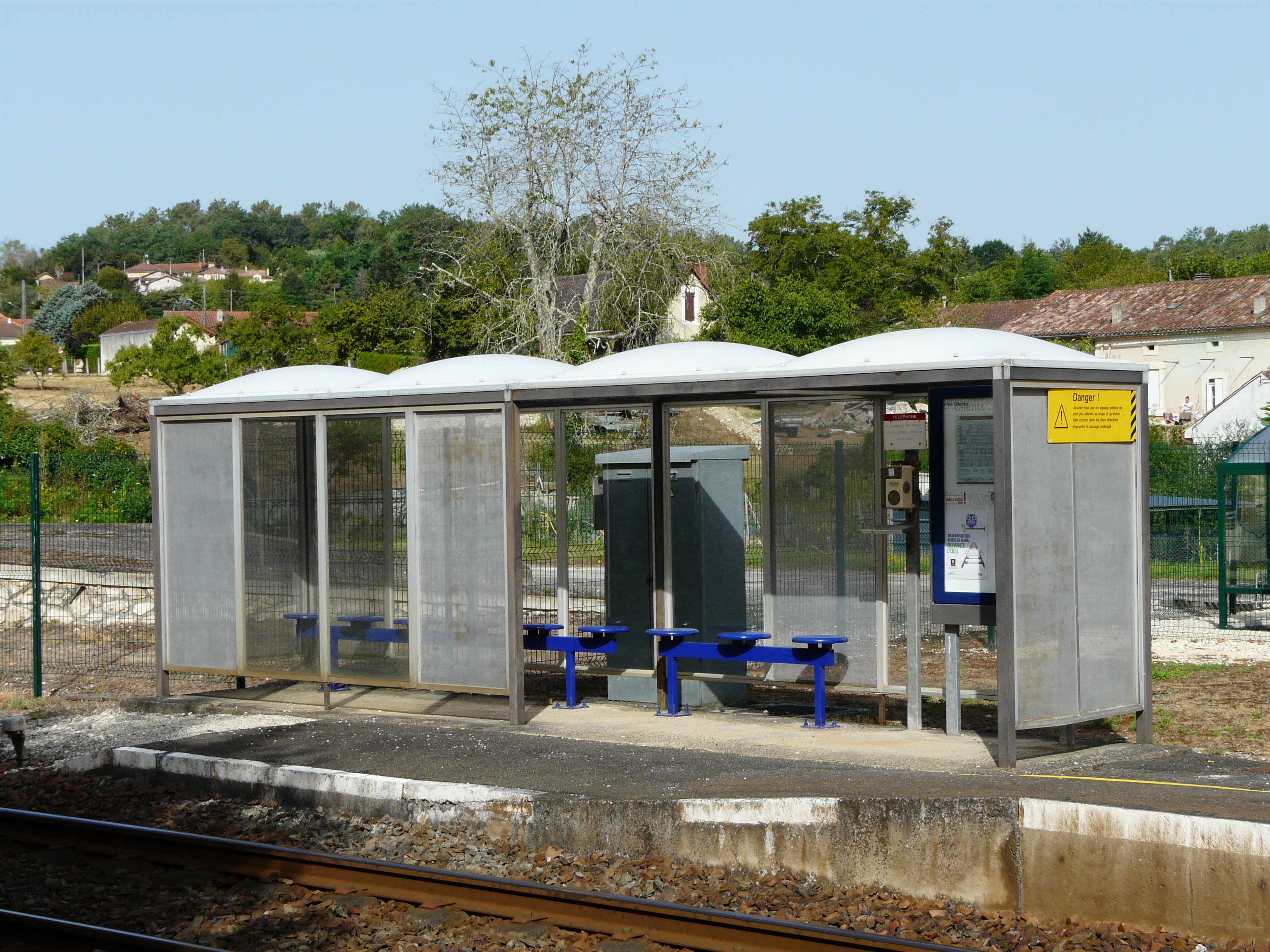
Un abri voyageurs.
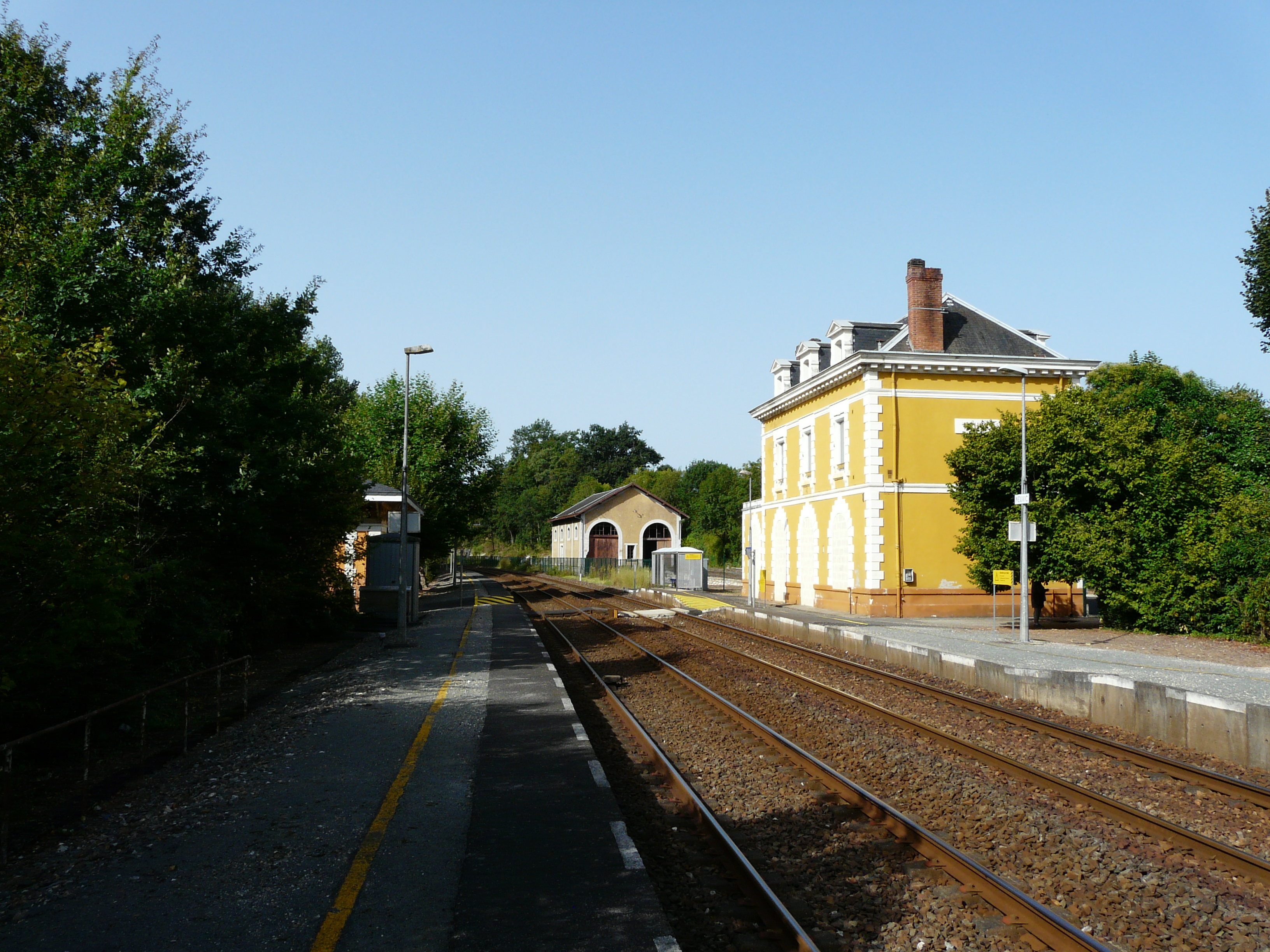
Les voies en direction de Bordeaux.
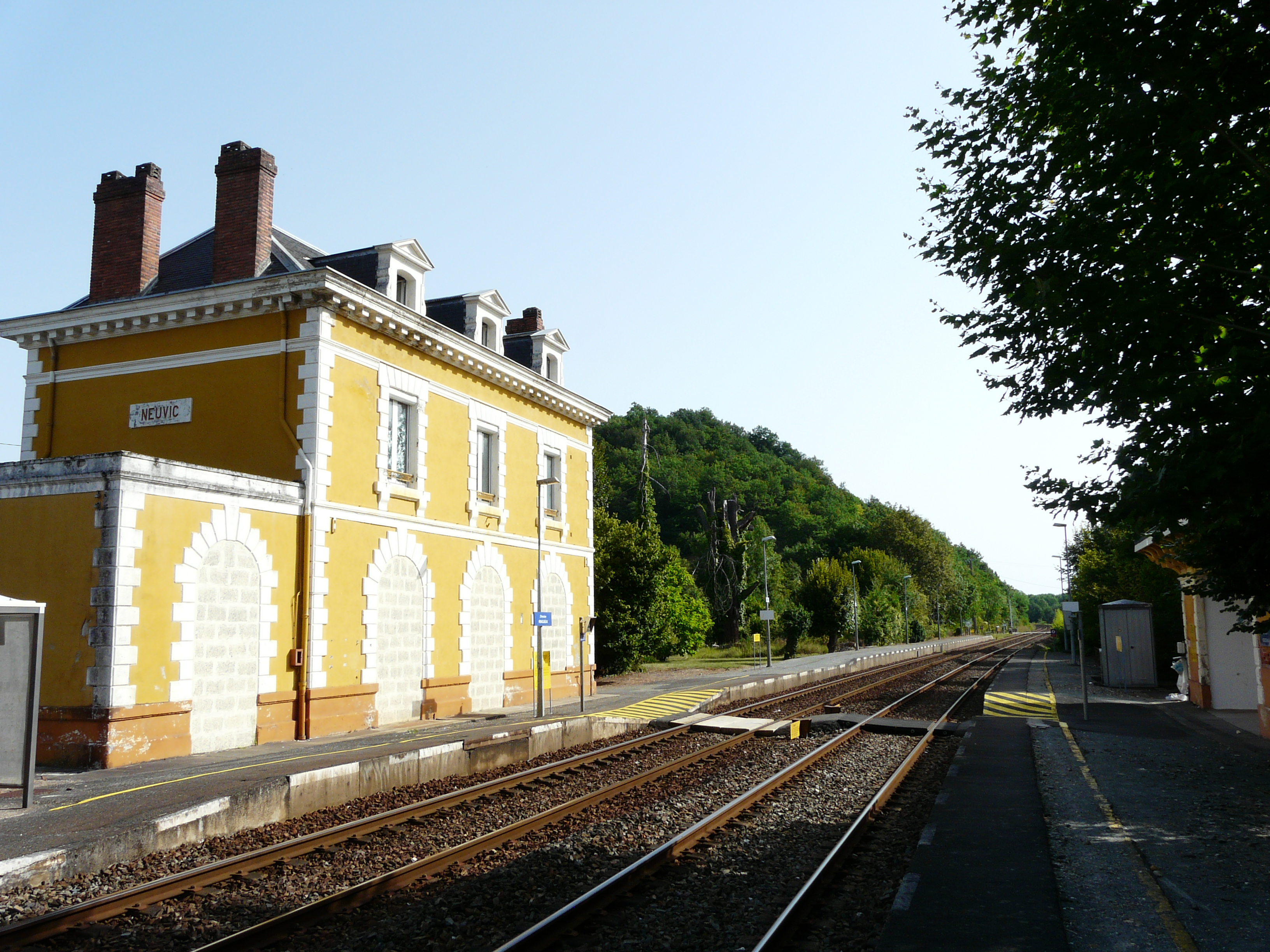
Les voies en direction de Périgueux.